# Volleyball-Europameisterschaft der Männer 2007

Logo Europameisterschaft 2007

Die Volleyball-Europameisterschaft der Männer 2007 fand vom 6. bis 16. September 2007 in Russland statt. Die deutsche Mannschaft, die vor zwei Jahren die Endrunde verpasst hatte, belegte am Ende den fünften Platz. Neuer Europameister wurde Spanien. Zum ersten Mal nahmen 16 Mannschaften teil. Die Spiele wurden in Moskau und Sankt Petersburg ausgetragen.

## Modus
Das Turnier begann mit einer Vorrunde in vier Gruppen (A–D) mit je vier Mannschaften. Der Sieger eines Gruppenspiels erhielt zwei Punkte, der Verlierer einen Punkt. Die besten drei Teams jeder Gruppe erreichten die zweite Runde. Dort wurden zwei Sechsergruppen (E und F) gebildet, wobei die Ergebnisse aus den direkten Duellen der ersten Runde übernommen wurden. Die beiden besten Mannschaften der beiden Gruppen erreichten das Halbfinale, in dem die Paarungen ausgelost wurden. Die Halbfinalsieger ermittelten im Endspiel den neuen Europameister. Die anderen Platzierungsspiele fanden nicht statt.

## Spielplan

### Erste Runde
In Auftaktspiel der Gruppe A gelang Serbien ein deutlicher Sieg gegen die Niederlande, die einen Tag später mit dem 2:3 gegen Griechenland ihre Chancen auf das Erreichen der nächsten Runde weiter reduzierten. Die deutsche Mannschaft setzte ihre positive Tendenz der letzten Monate fort und startete mit einem 3:1 gegen Serbien ins Turnier. Dem ersten Sieg folgte ein 3:0 gegen Griechenland. Am letzten Spieltag der Vorrunde unterlag die Mannschaft von Stelian Moculescu jedoch im Nachbar-Duell mit 0:3. Da die Griechen anschließend gegen Serbien den Einzug in die Zwischenrunde verpassten, nahm Deutschland die Niederlage mit in die zweite Turnierphase.
In der Gruppe B setzte sich Russland ohne Satzverlust durch. Den Belgiern gelangen nach dem 0:3 gegen die Osteuropäer zwei Siege, während den Polen ein Erfolg gegen die sieglosen Türken zur Qualifikation für die Zwischenrunde reichte.
| Gruppe A in Sankt Petersburg |              |       |        |       |
| Platz                        | Team         | Sätze | Punkte | BPQ   |
| 1.                           | Serbien      | 7:4   | 5      | 1,016 |
| 2.                           | Deutschland  | 6:4   | 5      | 1,095 |
| 3.                           | Niederlande  | 5:6   | 4      | 1,004 |
| 4.                           | Griechenland | 4:8   | 4      | 0,909 |

| 6. September | Niederlande  | Serbien      | 0:3 |
| 7. September | Griechenland | Niederlande  | 3:2 |
|              | Deutschland  | Serbien      | 3:1 |
| 8. September | Deutschland  | Griechenland | 3:0 |
| 9. September | Deutschland  | Niederlande  | 0:3 |
|              | Serbien      | Griechenland | 3:1 |

| Gruppe B in Moskau |          |       |        |       |
| Platz              | Team     | Sätze | Punkte |       |
| 1.                 | Russland | 9:0   | 6      | 1,301 |
| 2.                 | Belgien  | 6:6   | 5      | 1,004 |
| 3.                 | Polen    | 4:7   | 4      | 0,964 |
| 4.                 | Türkei   | 3:9   | 3      | 0,847 |

| 6. September | Belgien  | Russland | 0:3 |
| 7. September | Polen    | Belgien  | 1:3 |
|              | Russland | Türkei   | 3:0 |
| 8. September | Türkei   | Polen    | 1:3 |
| 9. September | Türkei   | Belgien  | 2:3 |
|              | Russland | Polen    | 3:0 |

In der Gruppe C erreichten Spanien und Frankreich im Gleichschritt die nächste Runde. Die Nachbarn gewannen ihre ersten beiden Spiele jeweils 3:1 und 3:0, bevor sich Spanien im direkten Duell mit 3:0 durchsetzte. Slowenien schied durch ein 1:3 gegen die Slowakei aus.
In Gruppe D waren am Ende drei Mannschaften punktgleich. Finnland zeigte seine Qualitäten bereits im ersten Spiel gegen Italien, das erst im Tiebreak verloren ging. Mit zwei Siegen schaffte der Außenseiter den Gruppensieg vor Bulgarien. Die Osteuropäer besiegten die auf Vereinsebene erfolgsverwöhnten Italiener im letzten Vorrunden-Spiel mit 3:0. Kroatien musste nach drei Niederlagen die Heimreise antreten.
| Gruppe C in Sankt Petersburg |            |       |        |       |
| Platz                        | Team       | Sätze | Punkte | BPQ   |
| 1.                           | Spanien    | 9:1   | 6      | 1,193 |
| 2.                           | Frankreich | 6:4   | 5      | 1,148 |
| 3.                           | Slowakei   | 4:7   | 4      | 0,884 |
| 4.                           | Slowenien  | 2:9   | 3      | 0,861 |

| 6. September | Slowenien  | Spanien    | 1:3 |
|              | Slowakei   | Frankreich | 1:3 |
| 7. September | Slowakei   | Slowenien  | 3:1 |
| 8. September | Spanien    | Slowakei   | 3:0 |
|              | Frankreich | Slowenien  | 3:0 |
| 9. September | Frankreich | Spanien    | 0:3 |

| Gruppe D in Moskau |           |       |        |       |
| Platz              | Team      | Sätze | Punkte |       |
| 1.                 | Finnland  | 8:4   | 5      | 1,056 |
| 2.                 | Bulgarien | 6:5   | 5      | 1,122 |
| 3.                 | Italien   | 6:6   | 5      | 0,996 |
| 4.                 | Kroatien  | 4:9   | 3      | 0,867 |

| 6. September | Kroatien  | Bulgarien | 2:3 |
|              | Finnland  | Italien   | 2:3 |
| 7. September | Kroatien  | Finnland  | 1:3 |
| 8. September | Bulgarien | Finnland  | 0:3 |
|              | Italien   | Kroatien  | 3:1 |
| 9. September | Italien   | Bulgarien | 0:3 |

### Zweite Runde
Am ersten Spieltag der Gruppe E, die aus den besten Mannschaften der Vorrundengruppen A und C gebildet wurde, war die deutsche Mannschaft wieder erfolgreich und setzte sich in drei Sätzen gegen die Slowakei durch. Spanien blieb ungeschlagen und zwischen Serbien und Frankreich fiel die Entscheidung erst im Tiebreak. Einen Tag später gewann Serbien erneut und Frankreich kassierte die zweite 2:3-Niederlage. Die DVV-Auswahl verpasste hingegen eine große Chance. Gegen Spanien konnte das deutsche Team die Satzbälle im dritten und vierten Satz nicht nutzen. Der abschließende Erfolg gegen Frankreich verhalf den deutschen Männer nicht mehr zum Einzug ins Halbfinale, weil Spanien gegen Serbien zwei Sätze abgab und den Osteuropäern damit zu einem Platz unter den besten Vier verhalf.
Deutschland spielte mit Christian Pampel, Markus Steuerwald, Max Günthör, Jochen Schöps, Marcus Popp, Frank Dehne, Björn Andrae, Robert Kromm, Stefan Hübner, Georg Grozer, Ralph Bergmann und Simon Tischer.
In Gruppe F (mit den besten Teams der Vorrunden-Gruppen B und D) musste Russland nach dem 3:0 gegen Bulgarien zweimal über die volle Distanz gehen, blieb aber weiterhin ohne Niederlage. Finnland setzte seinen erfolgreichen Auftritt bei dieser EM fort und erreichte schließlich das Halbfinale, während das Turnier für einige namhafte Mannschaften vorzeitig beendet war. Italien blieb nur der dritte Platz in der Sechsergruppe. Polen verlor alle Spiele der Zwischenrunde und schied als Gruppenletzter aus.
| Gruppe E in Sankt Petersburg |             |       |        |       |
| Platz                        | Team        | Sätze | Punkte | BPQ   |
| 1.                           | Spanien     | 15:4  | 10     | 1,116 |
| 2.                           | Serbien     | 12:8  | 8      | 1,035 |
| 3.                           | Deutschland | 10:7  | 8      | 1,056 |
| 4.                           | Niederlande | 7:8   | 6      | 1,037 |
| 5.                           | Frankreich  | 7:13  | 6      | 0,979 |
| 6.                           | Slowakei    | 1:12  | 4      | 0,790 |

| 11. September | Niederlande | Spanien    | 1:3 |
|               | Serbien     | Frankreich | 3:2 |
|               | Deutschland | Slowakei   | 3:0 |
| 12. September | Niederlande | Frankreich | 3:2 |
|               | Deutschland | Spanien    | 1:3 |
|               | Serbien     | Slowakei   | 3:0 |
| 13. September | Deutschland | Frankreich | 3:0 |
|               | Serbien     | Spanien    | 2:3 |
|               | Niederlande | Slowakei   | 1:3 |

| Gruppe F in Moskau |           |       |        |       |
| Platz              | Team      | Sätze | Punkte | BPQ   |
| 1.                 | Russland  | 15:4  | 10     | 1,196 |
| 2.                 | Finnland  | 11:4  | 7      | 1,066 |
| 3.                 | Italien   | 8:8   | 6      | 0,974 |
| 4.                 | Bulgarien | 6:8   | 6      | 0,972 |
| 5.                 | Belgien   | 4:10  | 5      | 0,937 |
| 6.                 | Polen     | 3:12  | 4      | 0,896 |

| 11. September | Polen    | Finnland  | 0:3 |
|               | Belgien  | Italien   | 0:3 |
|               | Russland | Bulgarien | 3:0 |
| 12. September | Belgien  | Finnland  | 1:3 |
|               | Polen    | Bulgarien | 2:3 |
|               | Russland | Italien   | 3:2 |
| 13. September | Belgien  | Bulgarien | 1:3 |
|               | Polen    | Italien   | 2:3 |
|               | Russland | Finnland  | 3:2 |

### Platzierungsspiele
Im Halbfinale setzte sich Russland in drei Sätzen gegen Serbien durch. Spanien hatte deutlich mehr Probleme mit den befreit aufspielenden Finnen und benötigte den Tiebreak zum Einzug ins Finale. Serbien gewann das Spiel um den dritten Platz. Das Finale ging über die volle Distanz. Spanien konnte einen 1:2-Rückstand mit einem 30:28 im vierten Satz ausgleichen und gewann den Tiebreak mit 16:14. Mit dem 3:2-Sieg wurde Spanien zum ersten Mal Europameister.
|  | Halbfinale       | Halbfinale    |               |   | Finale        | Finale        |
|  |                  |               |               |   |               |               |
|  | Spanien          | 3             |               |   |               |               |
|  | Finnland         | 2             |               |   |               |               |
|  | 15. September    |               |               |   |               |               |
|  |                  |               | 16. September |   |               |               |
|  | Spanien          | 3             |               |   |               |               |
|  |                  | Russland      | 2             |   |               |               |
|  |                  |               |               |   |               |               |
|  | Spiel um Platz 3 |               |               |   |               |               |
|  | 15. September    | 15. September | Finnland      | 1 |               |               |
|  | Russland         | 3             | Serbien       | 3 |               |               |
|  | Serbien          | 0             |               |   | 16. September | 16. September |

## Endstand
| Rang                       | Team         | Sätze       | BPQ         |
| Finalrunden                | Finalrunden  | Finalrunden | Finalrunden |
| -------------------------- | ------------ | ----------- | ----------- |
| 1                          | Spanien      | 21:8        | 1,075       |
| 2                          | Russland     | 17:5        | 1,139       |
| 3                          | Serbien      | 15:12       | 1,011       |
| 4                          | Finnland     | 14:10       | 0,987       |
| Nicht im Halbfinale        |              |             |             |
| 5                          | Deutschland  | 10: 7       | 1,056       |
| 6                          | Italien      | 8:8         | 0,974       |
| 7                          | Niederlande  | 7:8         | 1,037       |
| 8                          | Frankreich   | 7:13        | 0,979       |
| 9                          | Bulgarien    | 6:8         | 0,972       |
| 10                         | Belgien      | 4:10        | 0,937       |
| 11                         | Polen        | 3:12        | 0,896       |
| 12                         | Slowakei     | 1:12        | 0,790       |
| Nicht in der Zweiten Runde |              |             |             |
| 13                         | Griechenland | 4:8         | 0,909       |
| 14                         | Kroatien     | 4:9         | 0,867       |
| 15                         | Türkei       | 3:9         | 0,847       |
| 16                         | Slowenien    | 2:9         | 0,861       |

## Einzelauszeichnungen
Russland verlor das Endspiel, hatte aber den wertvollsten Spieler des Turniers in seinem Team. Semjon Poltawski war außerdem bester Aufschläger. Auch die meisten anderen Einzelauszeichnungen gingen an Spieler der beiden Finalisten. Lediglich in der Scorer-Wertung lag ein Akteur des Dritten Serbien vorne.
| Wertvollster Spieler (MVP) | Semjon Wladimirowitsch Poltawski | Russland |
| Bester Scorer              | Ivan Miljković                   | Serbien  |
| Bester Angreifer           | Juri Wiktorowitsch Bereschko     | Russland |
| Bester Blocker             | Luis José Molto                  | Spanien  |
| Bester Aufschläger         | Semjon Poltawski                 | Russland |
| Bester Libero              | Alexei Igorewitsch Werbow        | Russland |
| Bester Zuspieler           | Wadim Chamutzkich                | Russland |

## Qualifikation
Neben Gastgeber Russland, der zudem amtierender Vize-Europameister war, waren die Mannschaften, die bei der EM 2005 die Plätze eins bis sieben belegten, automatisch qualifiziert. Das waren Titelverteidiger Italien, der Dritte Serbien (damals noch als Serbien und Montenegro), der Vierte Spanien, der Fünfte Polen, der Sechste Griechenland und der Siebte Frankreich.
In sechs Gruppen mit je vier Teams spielten 24 Mannschaften im Sommer 2006 um die restlichen neun Plätze. Die Gruppensieger qualifizierten sich direkt, die Gruppenzweiten mussten eine zusätzliche Playoff-Runde mit Hin- und Rückspiel bestreiten.
Die Gruppe A mit Aserbaidschan, Belgien, Portugal und Weißrussland spielte zwei Turniere (2. bis 4. Juni in Portugal und 16. bis 18. Juni in Weißrussland). Die Belgier gewann die Gruppe vor den Weißrussen.
In der Gruppe B mit Dänemark, der Slowakei, Tschechien und Ungarn wurde der Sieger durch einzelne Spiele ermittelt, die vom 27. Mai bis 2. Juli ausgetragen wurden. Der Slowakei gelang der direkte Weg zur EM, die Tschechen mussten in die Playoff-Runde.
In der Gruppe C traf die deutsche Mannschaft auf Bulgarien, Lettland und Rumänien. Nach einer Heimniederlage gegen die Bulgaren (2:3) und einem 3:2-Sieg gegen Lettland verlor die Mannschaft von Stelian Moculescu 1:3 in Rumänien, ehe sie sechs Tage später das Heimspiel gegen den gleichen Gegner 3:0 gewann. In Lettland gelang ebenfalls ein 3:0, aber im letzten Spiel mussten sich die Deutschen den Bulgaren erneut mit 2:3 geschlagen geben, die damit den ersten Platz belegten, während die DVV-Auswahl die zweite Chance nutzen musste.
In der Gruppe D mit Finnland, Norwegen, der Türkei und der Ukraine fanden vom 26. bis 28. Mai in der Ukraine und vom 2. bis 4. Juni in Finnland zwei Turniere statt. Die Türkei belegte den ersten Platz vor Finnland.
Die Turniere der Gruppe E mit Bosnien und Herzegowina, Estland, Israel und Kroatien fanden am 2. bis 4. Juni in Kroatien und vom 16. bis 18. Juni in Estland statt. Die Kroaten und Esten belegten auch die ersten beiden Plätze dieser Gruppe.
In der Gruppe F spielten Mazedonien, die Niederlande, Schweden und Slowenien bei Turnieren vom 1. bis 3. Juni in den Niederlanden und vom 9. bis 11. Juni in Mazedonien. Die Niederlande setzten sich vor Slowenien durch.
Die Playoff-Spiele der Gruppenzweiten fanden am 2./3. und 9. September statt. In Leipzig sorgte die deutsche Mannschaft mit einem 3:0-Erfolg gegen Tschechien für die Vorentscheidung. Beim Rückspiel in Svitavy schaffte sie im Tiebreak einen weiteren Sieg und qualifizierte sich damit für die Endrunde. Finnland setzte sich gegen Estland ebenfalls mit zwei Siegen durch (3:1 auswärts und 3:0 daheim). Im dritten Duell gewann Slowenien 3:0 in Weißrussland und schaffte trotz der folgenden 1:3-Heimniederlage die Qualifikation.

## Medien
Ursprünglich hatte sich der Pay-TV-Sender Arena die Rechte an der Live-Übertragung in Deutschland gesichert. Nach dem Verkauf der Rechte an der Fußball-Bundesliga an Premiere wurde der Sender jedoch aufgelöst. Die Rechte an der Volleyball-EM wollten weder Premiere noch Eurosport übernehmen. Deshalb beschränkte sich die Berichterstattung im deutschen Fernsehen auf kurze Beiträge in den Magazinen und Nachrichtensendungen von ARD und ZDF. Kurzfristig verkündete der österreichische Internet-Sender laola1.tv, alle Spiele der deutschen Mannschaft und weitere interessante Begegnungen im kostenlosen Livestream zu übertragen.